# Remus (djur)
För andra betydelser, se Remus (olika betydelser).
Remus är ett släkte av skalbaggar som beskrevs av Holme 1837. Remus ingår i familjen kortvingar.
Släktet innehåller bara arten Remus sericeus.